# 伊莫斯
伊莫斯（西班牙語：Imoz）是西班牙纳瓦拉的一个市镇。总面积43平方公里，总人口407人（2001年），人口密度9人/平方公里。